# セリウス (企業)
- バンダイナムコホールディングス > バンダイナムコゲームス > セリウス
- ソニー・コンピュータエンタテインメント > セリウス

株式会社セリウス（英: CELLIUS, Inc.）は、かつて存在した日本のゲーム会社。2007年3月6日にバンダイナムコゲームス (NBGI) とソニー・コンピュータエンタテインメント (SCEI) の共同出資によって設立された。
PlayStation 3のCPUであるCellを活用した新しいエンタテインメントコンテンツの創造を目的とし、音声・映像のソフトウェアおよびコンピュータソフトウェアの企画・制作、製造、販売などを手がけていたが、2012年2月29日をもって解散した。

## 開発ソフト
- 葛城ミサト報道計画
- リッジレーサー (PlayStation Vita)